# Diócesis de Registro
La diócesis de Registro (en latín: Dioecesis Registrensis y en portugués: Diocese de Registro) es una circunscripción eclesiástica de la Iglesia católica en Brasil. Se trata de una diócesis latina, sufragánea de la arquidiócesis de Sorocaba. Desde el 16 de mayo de 2018 su obispo es Manoel Ferreira dos Santos Júnior, de los Misioneros del Sagrado Corazón.

## Territorio y organización

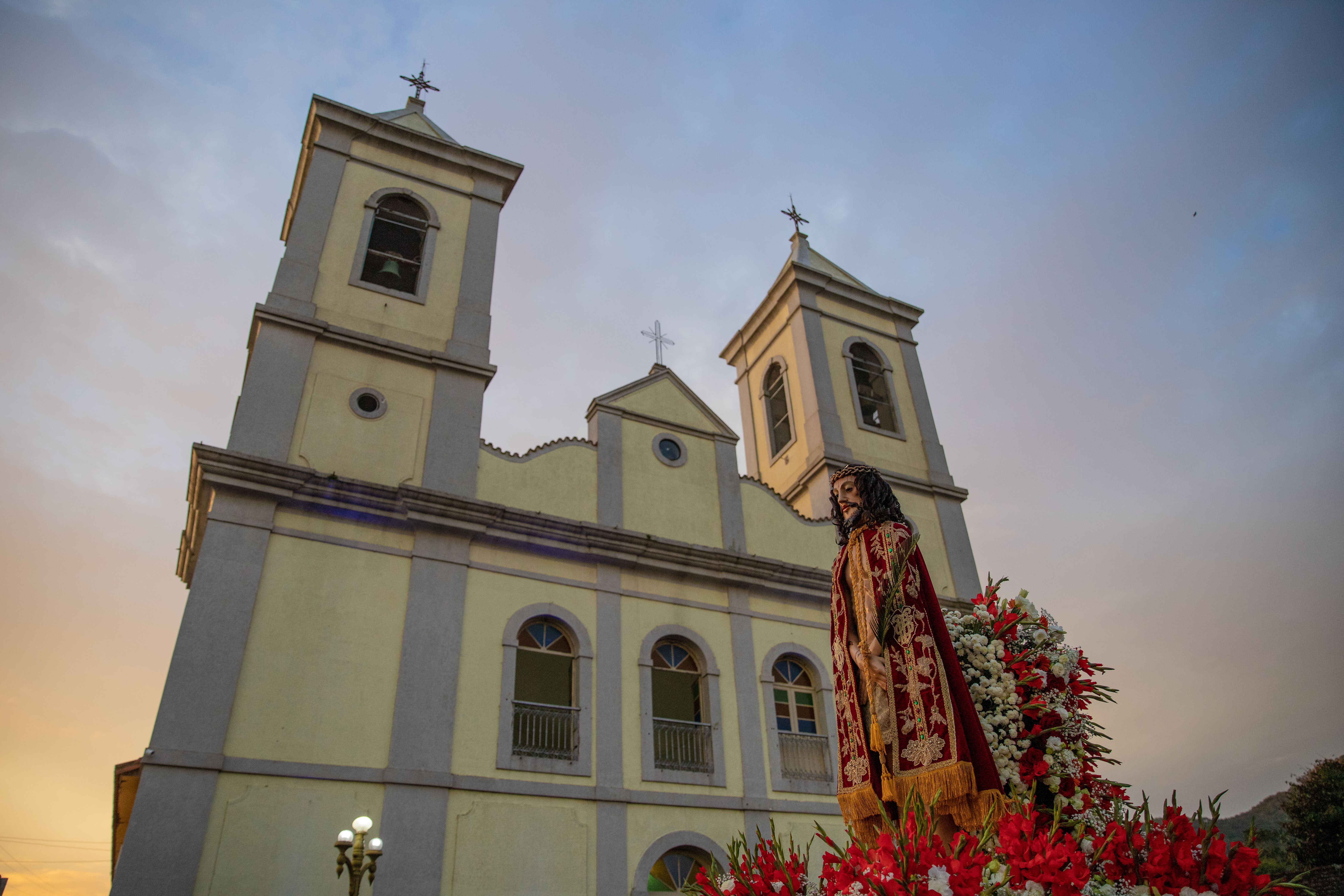
Basílica menor de Nuestra Señora de las Nieves, en Iguape

La diócesis tiene 13 293 km² y extiende su jurisdicción sobre los fieles católicos de rito latino residentes en 11 municipios del estado de São Paulo: Iguape, Registro, Jacupiranga, Eldorado, Itariri, Ilha Comprida, Pedro de Toledo, Juquiá, Cajati, Cananéia, Pariquera-Açu, Iporanga, Sete Barras, Miracatu y Barra do Turvo. 
La sede de la diócesis se encuentra en la ciudad de Registro, en donde se halla la Catedral de San Francisco Javier. En Iguape se halla la basílica menor de Nuestra Señora de las Nieves (Nossa Senhora das Neves).
En 2020 en la diócesis existían 23 parroquias.

## Historia
La diócesis fue erigida el 19 de enero de 1974 con la bula Quotiescumque novam del papa Pablo VI, obteniendo el territorio de las diócesis de Itapeva y de Santos.
Originalmente sufragánea de la arquidiócesis de San Pablo, el 29 de abril de 1992 pasó a formar parte de la provincia eclesiástica de la arquidiócesis de Sorocaba.

## Estadísticas
Según el Anuario Pontificio 2021 la diócesis tenía a fines de 2020 un total de 192 000 fieles bautizados.
| Año                                                                             | Población            | Población | Población      | Sacerdotes | Sacerdotes    | Sacerdotes    | Bautizados por sacerdote | Diáconos permanentes | Religiosos | Religiosos | Parroquias |
| Año                                                                             | Bautizados católicos | Total     | % de católicos | Total      | Clero secular | Clero regular | Bautizados por sacerdote | Diáconos permanentes | Varones    | Mujeres    | Parroquias |
| ------------------------------------------------------------------------------- | -------------------- | --------- | -------------- | ---------- | ------------- | ------------- | ------------------------ | -------------------- | ---------- | ---------- | ---------- |
| 1976                                                                            | 96 000               | 160 000   | 60.0           | 13         | 4             | 9             | 7384                     |                      | 9          | 18         | 13         |
| 1980                                                                            | 120 000              | 184 000   | 65.2           | 14         | 4             | 10            | 8571                     |                      | 10         | 14         | 16         |
| 1990                                                                            | 229 000              | 274 000   | 83.6           | 16         | 5             | 11            | 14 312                   |                      | 21         | 16         | 14         |
| 1999                                                                            | 138 592              | 263 766   | 52.5           | 17         | 6             | 11            | 8152                     |                      | 12         | 14         | 14         |
| 2000                                                                            | 138 542              | 263 766   | 52.5           | 24         | 8             | 16            | 5772                     |                      | 18         | 14         | 14         |
| 2001                                                                            | 130 000              | 270 000   | 48.1           | 21         | 8             | 13            | 6190                     |                      | 15         | 14         | 14         |
| 2002                                                                            | 138 000              | 285 000   | 48.4           | 7          | 5             | 2             | 19 714                   |                      | 4          | 5          | 14         |
| 2003                                                                            | 130 000              | 275 000   | 47.3           | 17         | 7             | 10            | 7647                     |                      | 11         | 17         | 14         |
| 2004                                                                            | 137 091              | 290 000   | 47.3           | 21         | 7             | 14            | 6528                     |                      | 16         | 14         | 15         |
| 2010                                                                            | 197 900              | 318 000   | 62.2           | 30         | 14            | 16            | 6596                     |                      | 17         | 12         | 17         |
| 2014                                                                            | 204 700              | 329 700   | 62.1           | 31         | 17            | 14            | 6603                     |                      | 16         | 10         | 18         |
| 2017                                                                            | 208 600              | 338 000   | 61.7           | 31         | 17            | 14            | 6729                     |                      | 16         | 10         | 18         |
| 2020                                                                            | 192 000              | 322 000   | 59.6           | 37         | 23            | 14            | 5189                     |                      | 14         | 13         | 23         |
| Fuente: Catholic-Hierarchy, que a su vez toma los datos del Anuario Pontificio. |                      |           |                |            |               |               |                          |                      |            |            |            |

## Episcopologio
- Apparecido José Dias, S.V.D. † (13 de diciembre de 1974-26 de junio de 1996 nombrado obispo de Roraima)
- José Luíz Bertanha, S.V.D. (26 de mayo de 1998-16 de mayo de 2018 retirado)
- Manoel Ferreira dos Santos Júnior, M.S.C., desde el 16 de mayo de 2018